# Khmer Issarak
El Khmer Issarak (Khmer lliure o Khmer independent; en khmer: ខ្មែរឥស្សរៈ) va ser un moviment independent, pobrament estructurat, d'origen anticolonial i antifrancès, actiu a Cambodja. Format al voltant del 1945, Issarak estava compost per diverses faccions, cada una de les quals tenia el seu propi líder, motiu pel qual s'ha considerat que el moviment era heterogeni. La majoria de les faccions del moviment van lluitar activament entre el 1945, moment en què va finalitzar la Segona Guerra Mundial, i el 1953, any en què Cambodja va aconseguir la seva independència. Posteriorment, alguns d'aquests grups van començar a lluitar per fer fora el nou govern cambodjà. Tot i que en un principi el concepte Issarak es referia a grups que no eren comunistes, a principis de la dècada de 1950 la guerrilla propera al Viet Minh va començar a anomenar-se així, amb l'objectiu d'unificar les diverses faccions.

## Llegat

### El CLPK
L'1 de febrer de 1948 el moviment Issarak va formar el Comitè d'Alliberament del Poble Khmer, nomenant Dap Chhuon el seu president. Cinc dels seus onze capitosts eren propers al Vietnam, els quals van eliminar alguns dels membres contraris del moviment Issarak. Tot i que Chhuon era, nominalment, anti-comunista, l'organització també disposava de dos destacats seguidors del Viet Minh: Sieu Heng, vap de la branca nord-occidental del Comitè, i el seu nebot, Long Bunruot.
En aquella època, el Viet Minh intentava que l'anticolonialisme del moviment Issarak es reconvertís en suport pel comunisme en general, i el comunisme vietnamita en particular. Aquesta estratègia es va fer especialment visible a la part oriental del país, on alguns dels grups guerrillers estaven directament comandats per oficials vietnamites. A l'altra banda del país, Son Ngoc Minh va tornar des de Tailàndia amb suficient armament com per armar una gran companyia. Així, el 1947 va establir el Comitè d'Alliberament de la Kamputxea sud-occidental (és destacable aquest fet, ja que al final de la guerra civil, 1970-75, al sud-oest era on hi havia l'exèrcit més gran i més ben organitzat de Cambodja, i el que formaria la base de suport principal de Pol Pot). A finals de 1948, doncs, bona part del país es trobava sota control efectiu de les diverses organitzacions Issarak.
Cap al 1949, no obstant, el moviment Issarak va començar a declinar: d'una banda, els francesos van començar a explotar la cobdícia d'alguns dels líder Issarak, atorgant-los posicions colonials, mentre que de l'altra, alguns van decidir sumar-se a organitzacions més radicals. El CLPK de Chhuon va expulsar Sieu Heng i la majoria dels altres esquerranosos, remodelant el partit com el Comitè d'Alliberament Nacional Khmer, amb el príncep Chantaraingsey com el seu comandant militar. Tou Samouth i els altres membres d'esquerres del moviment van formar el Front Issarak Unit, molt influenciat per Vietnam. Finalment, Chhuon es va acostar als francesos, mentre que Chantaraingsey va acabar abandonant el CANK per acostar-se al Khmer Serei, moviment d'extrema dreta, nacionalista i antimonàrquic dirigit per Son Ngoc Thanh. El Khmer Issarak va ser conegut, en aquest període, per la seva violència, destacant la tortura, el bandidatge i les execucions sumàries.

### Fundació de la Kamputxea democràtica
En el transcurs de la Guerra civil de Cambodja, les forces comunistes van copiar les tàctiques guerrilleres i organitzatives del moviment Issarak. A més, molts d'ells van tenir el seu primer contacte amb el marxisme i el leninisme quan es trobaven amb els Khmer Issarak. En el sector oriental de Cambodja, els líders de les guerrilles influenciades pel Viet Minh van canviar molt poc tot i l'establiment de la Kamputxea Democràtica. Fins a la purga duta a terme per Pol Pot, en l'any 1976, les seves forces no només utilitzaven un uniforme diferent al que portaven les forces lleials a Pol Pot, sinó que també tractaven de manera exemplar a la població civil, a més de mantenir un cert grau de lleialtat cap a Sihanouk.